# Bavinchove
Ne doit pas être confondu avec Bavikhove.
Pour les articles homonymes, voir Bavinchove (homonymie).
Bavinchove [bavɛ̃kɔv] est une commune française située dans le département du Nord, en région Hauts-de-France. Ses habitants sont appelés les Bavinchovois. La commune est membre de la communauté d'agglomération Cœur de Flandre.

## Géographie

### Localisation
Localisée dans le nord du département du Nord et limitrophe du département du Pas-de-Calais, Bavinchove est une commune rurale, traversée par la Peene Becque, située à 12 km au nord-ouest de la commune d’Hazebrouck et à 33 km au sud de la commune de Dunkerque (chef-lieu d'arrondissement).
Le territoire de la commune est limitrophe de ceux de sept communes, dont Clairmarais dans le département du Pas-de-Calais.
Les communes limitrophes sont Cassel, Staple, Zuytpeene, Hondeghem, Clairmarais, Oxelaëre et Renescure.

### Géologie et relief
La totalité du territoire communal appartient à l'éocène inférieur (tertiaire) appelé également Yprésien (du nom de la ville d'Ypres proche).
La commune s'étend sur 8,31 km2 avec une altitude qui varie de 15  à   93 m et moyenne de 35 m. Sa latitude est de 50.785 degrés Nord et sa longitude de 2.455 degrés Est. Elle se situe sur la plaine de Flandre, plaine du nord-ouest de l'Europe, ouverte sur la mer du Nord, entre les collines de l'Artois et l'embouchure de l'Escaut. La partie occidentale, appelée Flandre maritime, est dominée par une butte-témoin, relique de l'ère tertiaire, le Mont Cassel culminant à 176 mètres. L'ensemble est composé d'alluvions marines silico-calcaires qui reposent sur un lit de tourbes.

### Hydrographie

#### Réseau hydrographique
La commune est située dans le bassin Artois-Picardie. Elle est drainée par trois cours d'eau, :
- la Peene Becque, d'une longueur de 24 km, qui prend sa source dans la commune de Cassel et se jette  dans l'Yser à Wormhout[4] ;
- la Lyncke Becque d'une longueur de 6,7 km, qui prend sa source à Staple et finit sa course à Noordpeene[5] ;
- le bornhol Becque[6] ;
- le ruisseau le holleBecque[7].

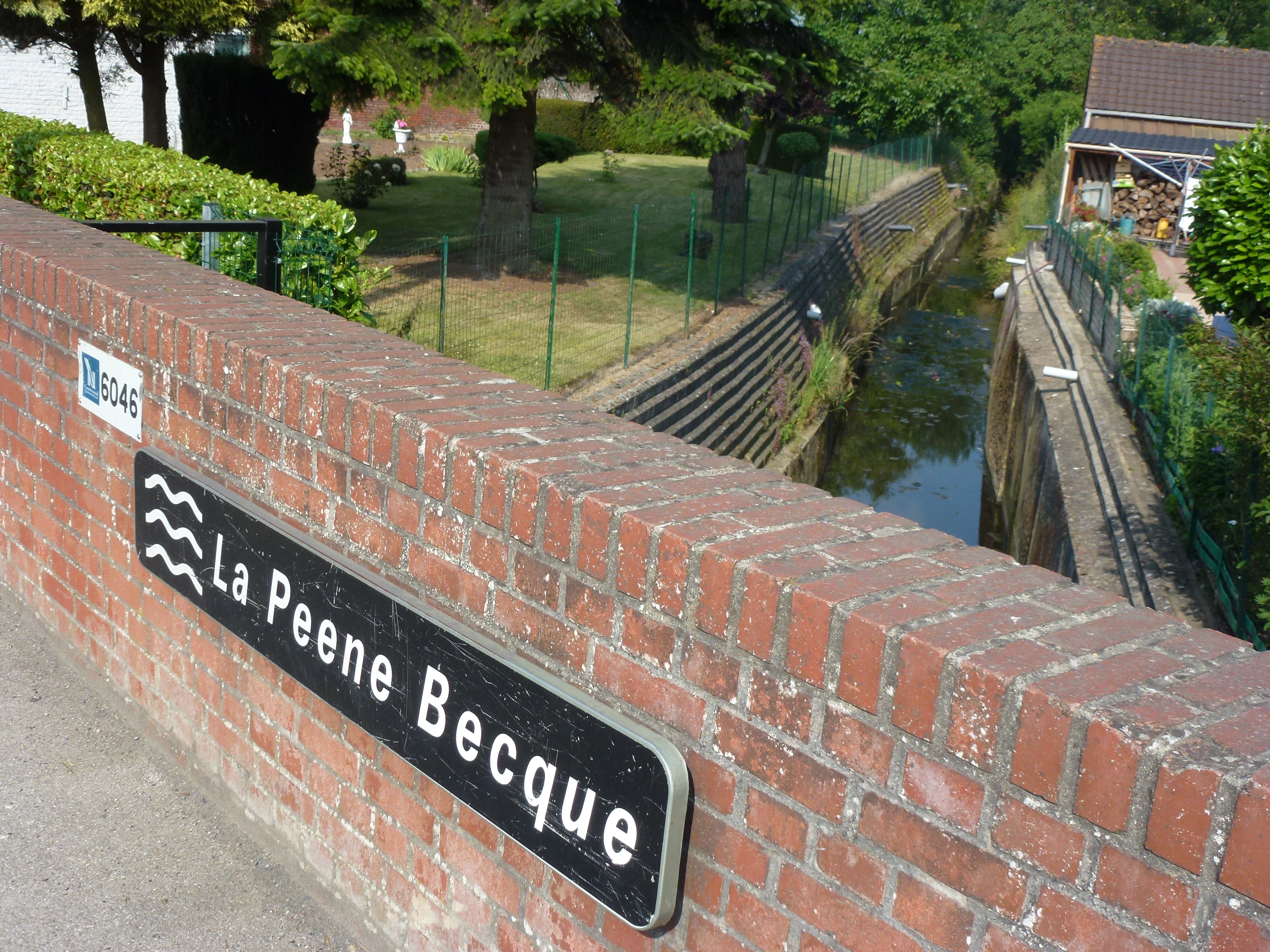
La Peene Becque.
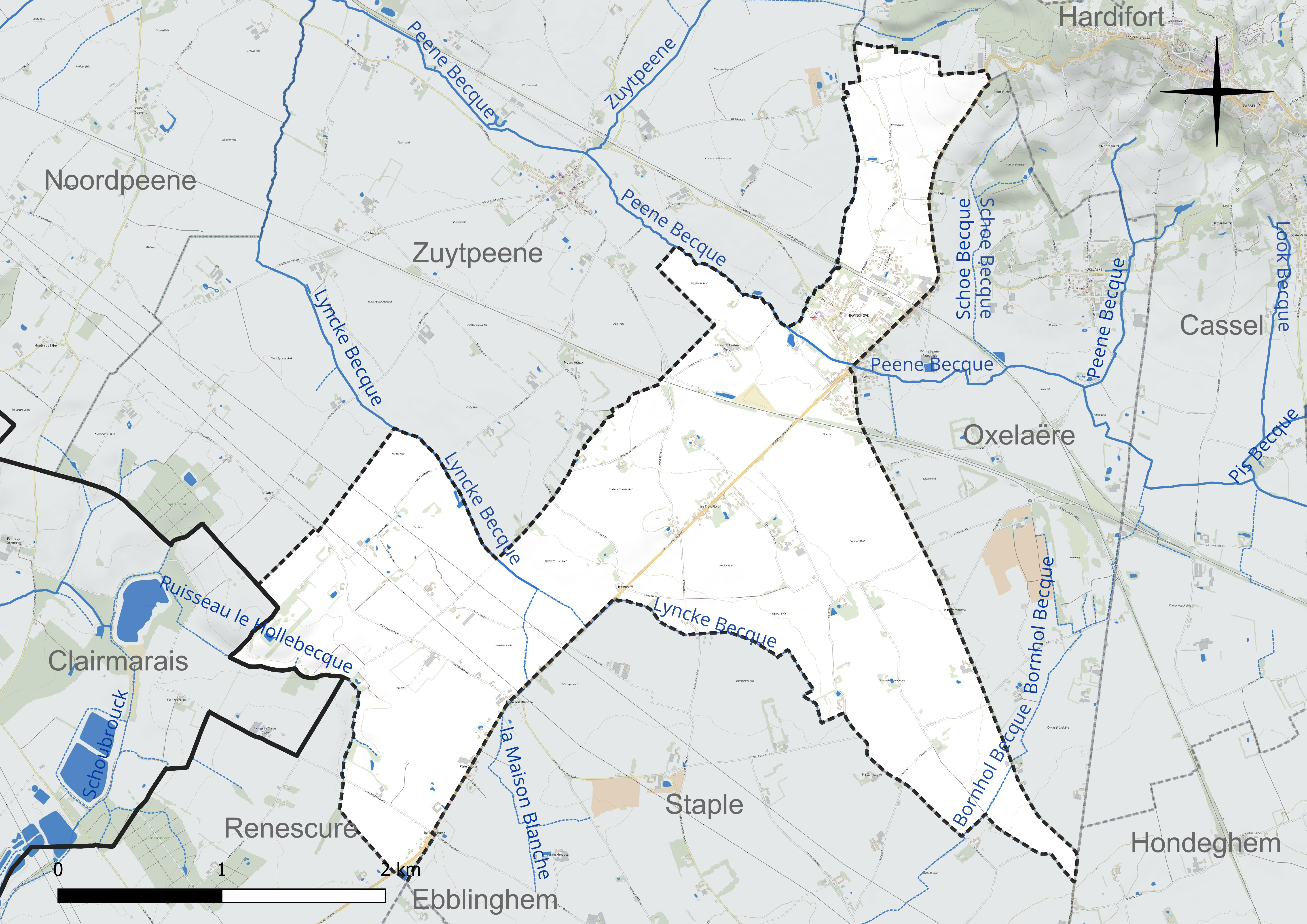
Réseau hydrographique de Bavinchove.

#### Gestion et qualité des eaux
Le territoire communal est couvert par le schéma d'aménagement et de gestion des eaux (SAGE) « Yser ». Ce document de planification concerne un territoire de 381 km2 de superficie, délimité par le bassin versant de l'Yser en France. Le périmètre a été arrêté le 8 novembre 2005 et le SAGE proprement dit a été approuvé le 30 novembre 2016. La structure porteuse de l'élaboration et de la mise en œuvre est l'Union syndicale d'aménagement hydraulique du Nord (USAN).
La qualité des cours d'eau peut être consultée sur un site dédié géré par les agences de l'eau et l'Agence française pour la biodiversité.

### Climat
Pour des articles plus généraux, voir Climat des Hauts-de-France et Climat du Nord-Pas-de-Calais.
En 2010, le climat de la commune est de type climat océanique altéré, selon une étude du CNRS s'appuyant sur une série de données couvrant la période 1971-2000. En 2020, Météo-France publie une typologie des climats de la France métropolitaine dans laquelle la commune est exposée à un climat océanique et est dans la région climatique Côtes de la Manche orientale, caractérisée par un faible ensoleillement (1 550 h/an) ; forte humidité de l'air (plus de 20 h/jour avec humidité relative > 80 % en hiver), vents forts fréquents.
Pour la période 1971-2000, la température annuelle moyenne est de 10,4 °C, avec une amplitude thermique annuelle de 13,7 °C. Le cumul annuel moyen de précipitations est de 797 mm, avec 13 jours de précipitations en janvier et 8,2 jours en juillet. Pour la période 1991-2020, la température moyenne annuelle observée sur la station météorologique la plus proche, située sur la commune de Steenvoorde à 9 km à vol d'oiseau, est de 11,2 °C et le cumul annuel moyen de précipitations est de 727,8 mm,. Pour l'avenir, les paramètres climatiques de la commune estimés pour 2050 selon différents scénarios d'émission de gaz à effet de serre sont consultables sur un site dédié publié par Météo-France en novembre 2022.

### Milieux naturels et biodiversité

#### Zones naturelles d'intérêt écologique, faunistique et floristique
L’inventaire des zones naturelles d'intérêt écologique, faunistique et floristique (ZNIEFF) a pour objectif de réaliser une couverture des zones les plus intéressantes sur le plan écologique, essentiellement dans la perspective d’améliorer la connaissance du patrimoine naturel national et de fournir aux différents décideurs un outil d’aide à la prise en compte de l’environnement dans l’aménagement du territoire.
Le territoire communal comprend une ZNIEFF de type 1 : "le mont des Récollets et le mont Cassel", d’une superficie de 436 ha et d'une altitude variant de 41  à   159 mètres. Cette ZNIEFF s’intègre dans les paysages des monts de Flandre et dispose d'un pôle boisé. Le mont Cassel et le mont des Récollets sont des reliques de l'ère tertiaire constituées d’argiles sableuses de Roubaix, de sables glauconieux de l’Yprésien supérieur, de sables blanc-verdâtre, de sables calcaires et de sables et grès ferrugineux.

#### Espèces faunistiques et floristiques
L’Inventaire national du patrimoine naturel (INPN) recense plusieurs espèces faunistiques et floristiques sur le territoire de la commune dont certaines sont protégées et d’autres menacées et quasi-menacées.

## Urbanisme

### Typologie
Au 1er janvier 2024, Bavinchove est catégorisée commune rurale à habitat dispersé, selon la nouvelle grille communale de densité à sept niveaux définie par l'Insee en 2022.
Elle est située hors unité urbaine et hors attraction des villes,.

### Planification
Depuis janvier 2014, le projet d'urbanisme de Bavinchove s'inscrit dans le Plan Local d'Urbanisme Intercommunal, document cadre essentiel pour le développement et l'aménagement de la CCFI et des 50 communes qui la composent en termes d'aménagement, d'équipement, d'urbanisme, de protection des espaces naturels, agricoles et forestiers, de préservation ou de remise en bon état des continuités écologiques, de l'habitat, des transports et des déplacements, du développement des communications numériques, de l'équipement commercial, du développement économique, et des loisirs. Cependant la Communauté de communes de Flandre intérieure se heurte à l'hétérogénéité de l'ensemble. Actuellement[Quand ?] le projet de planification pour Bavinchove est à l'étude dans un des 12 plans d'occupation des sols et des plans locaux d'urbanisme à contenu POS pour Bavinchove, Eecke, Hondeghem, Le Doulieu, Morbecque, Ochtezeele, Pradelles, Sainte-Marie-Cappel, Staple, Steenbecque, Terdeghem et Wallon-Cappel. En principe, le PLUi exprime, dans le cadre d'un projet de développement durable, les priorités intercommunales des communes de la CCFI en matière d'aménagement de l'espace, de développement économique, d'habitat, d'environnement, de mobilité, d'énergie et d'aménagement numérique. L'élaboration du PLUi doit s'inscrire sur plusieurs années et faire l'objet d'une concertation auprès de l'ensemble des personnes et associations locales concernées.

### Occupation des sols
L'occupation des sols de la commune, telle qu'elle ressort de la base de données européenne d'occupation biophysique des sols Corine Land Cover (CLC), est marquée par l'importance des territoires agricoles (95,1 % en 2018), une proportion sensiblement équivalente à celle de 1990 (95,6 %). La répartition détaillée en 2018 est la suivante :
terres arables (94,9 %), zones urbanisées (4,9 %), zones agricoles hétérogènes (0,2 %). L'évolution de l'occupation des sols de la commune et de ses infrastructures peut être observée sur les différentes représentations cartographiques du territoire : la carte de Cassini (XVIIIe siècle), la carte d'état-major (1820-1866) et les cartes ou photos aériennes de l'IGN pour la période actuelle (1950 à aujourd'hui).

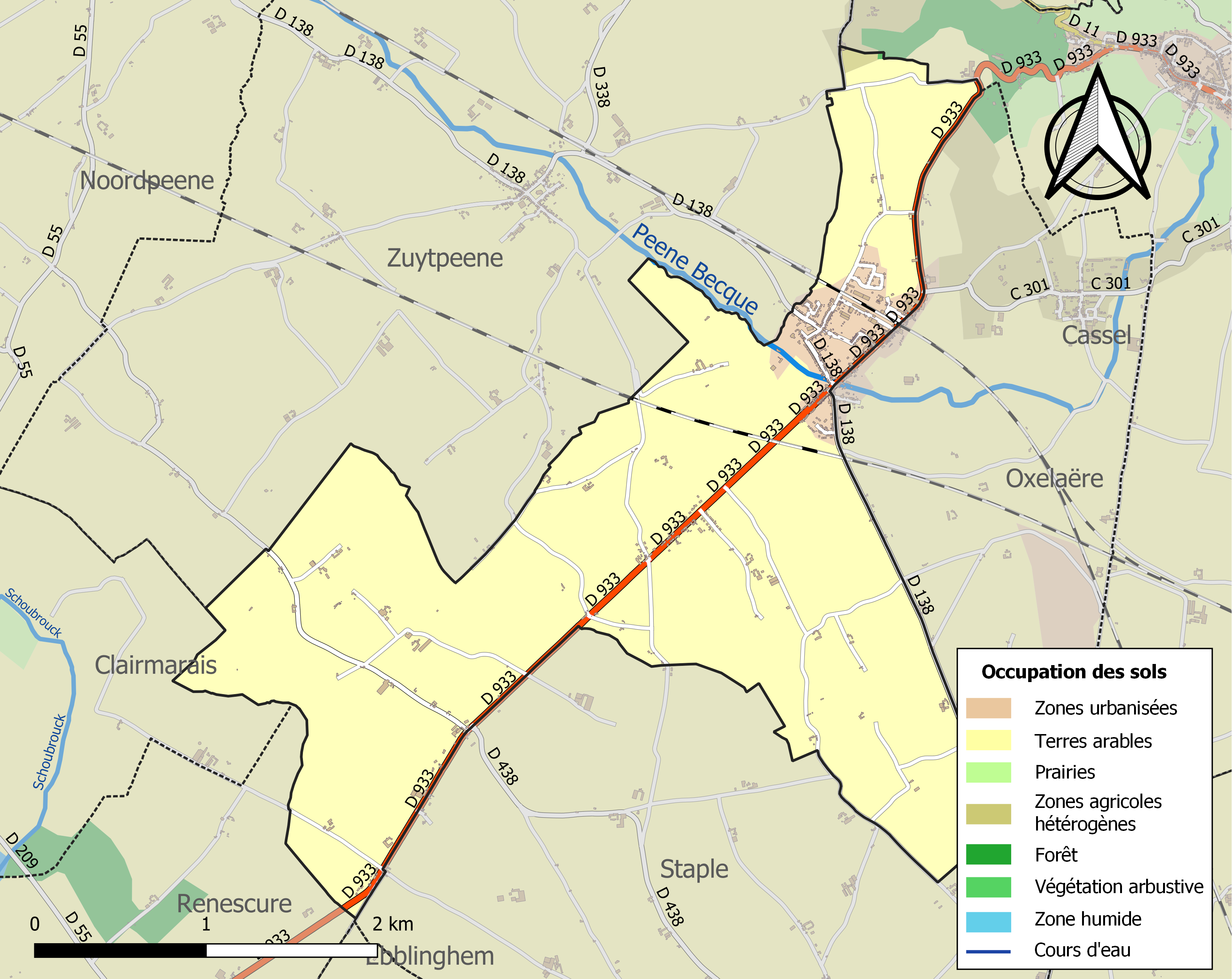
Carte des infrastructures et de l'occupation des sols de la commune en 2018 (CLC).

### Habitat et logement
En 2019, le nombre total de logements dans la commune était de 426, alors qu'il était de 403 en 2014 et de 379 en 2009.
Parmi ces logements, 93,8 % étaient des résidences principales, 1,2 % des résidences secondaires et 5 % des logements vacants. Ces logements étaient pour 97,9 % d'entre eux des maisons individuelles et pour 1,9 % des appartements.
Le tableau ci-dessous présente la typologie des logements à Bavinchove en 2019 en comparaison avec celle du Nord et de la France entière. Une caractéristique marquante du parc de logements est ainsi une proportion de résidences secondaires et logements occasionnels (1,2 %) inférieure à celle du département (1,6 %) mais supérieure à celle de la France entière (9,7 %). Concernant le statut d'occupation de ces logements, 75,3 % des habitants de la commune sont propriétaires de leur logement (75,5 % en 2014), contre 54,7 % pour le Nord et 57,5 pour la France entière.
| Typologie                                               | Bavinchove | Nord | France entière |
| ------------------------------------------------------- | ---------- | ---- | -------------- |
| Résidences principales (en %)                           | 93,8       | 90,6 | 82,1           |
| Résidences secondaires et logements occasionnels (en %) | 1,2        | 1,6  | 9,7            |
| Logements vacants (en %)                                | 5          | 7,8  | 8,2            |

### Voies de communication et transports

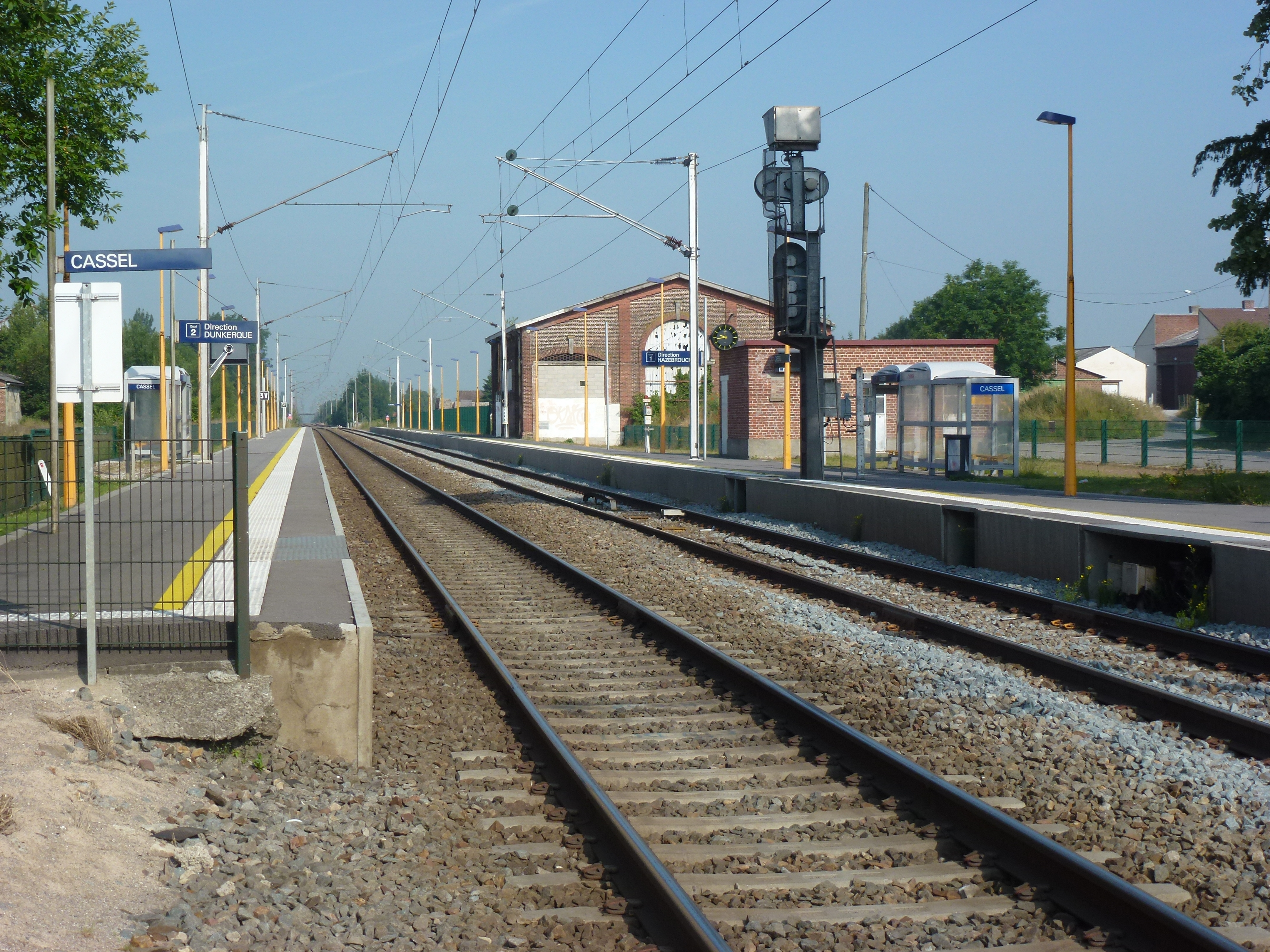
La gare de Cassel, située sur le territoire communal.

La gare située sur la commune de Bavinchove est appelée gare de Cassel, sur la Ligne d'Arras à Dunkerque-Locale et desservie par des trains TER Hauts-de-France qui effectuent des missions entre les gares de Lille-Flandres ou d'Hazebrouck, et de Dunkerque.
Le bâtiment de la gare a été démoli en 1999 mais la SNCF continue d'y assurer la vente de titres de transport par automates ainsi que le parking de bicyclettes et de voitures.
Le territoire communal est également traversé par la LGV Nord, reliée par un raccordement à la Ligne d'Arras à Dunkerque-Locale.
La commune est traversée par la RD 933 (ou rue Nationale), qui commence au rond-point du Fort Rouge à Arques jusqu'à la RD916, route de Lille, à Cassel. Elle emprunte en partie l'itinéraire de l'ancienne RN 42 qui reliait Bailleul à Boulogne-sur-Mer.

## Toponymie
Le nom de la localité est attesté sous les formes Bavenchove en 1793 ; Bavinckove et Bavinchove depuis 1801.
Bavinkove, Bavinkhove en flamand.

## Histoire
Du fait de sa proximité avec Cassel et de la tumultueuse histoire de celle-ci liée à sa position stratégique en hauteur, l'histoire de Bavinchove est souvent liée à celle de Cassel, et notamment les quatre batailles qui y eurent lieu (1071, 1303, 1328, 1677).

### Antiquité
Un trépied et un Bacchus en bronze ont été retrouvés à Bavinchove le long de la voie romaine reliant Cassel à Thérouanne.

### Moyen Âge
Le 22 février 1071, lors de la bataille de Cassel qui a lieu près du Mont Cassel, à proximité de Bavinchove ou sur le territoire actuel de la commune, le comte Arnoul III de Flandre, dit Arnoul le Malheureux, est tué. La bataille oppose les piquiers flamands de Robert le Frison aux chevaliers français de Philippe Ier et de Guillaume Fitz Osbern envoyé par Guillaume le Conquérant. Les Flamands, opposés à la régence de Richilde de Hainaut, mère d'Arnoul, sont vainqueurs.
L'église de Bavinchove appartient à la cathédrale de Thérouanne avant le XVe siècle, l'Abbaye Saint-Bavon de Gand y détient des dîmes. À la suite de la destruction de Thérouanne par Charles Quint en 1553, et de la disparition du diocèse de Thérouanne en 1657, Bavinchove relève du diocèse d'Ypres, doyenné de Cassel.

#### Seigneurs de Bavinchove
Le nom de certains seigneurs de Bachinchove nous est parvenu :
- Au XIIIe siècle, la seigneurie de Bavinchove appartient à une famille qui porte le nom du village[19].
- Jeanne, dame de Bavinchove et d'Eecke, épouse en 1289 Baudouin de Créquy (famille de Créquy), seigneur de Rimboval[21], Bazinghem, Avelines, Sains. Ils sont les parents de Arnoul de Créquy, seigneur de Rimboval, Sains, Bavinchove, Eecke, des Planques et des Granges, qui meurt en 1384. Il avait pris alliance en 1347 avec Marie d'Auxy, fille de Jean II d'Auxy, (famille d'Auxy), sire et ber d'Auxy et de Marie d'Encre, dame de Lully. Leur fils Pierre de Créquy, seigneur de Rimboval, Bavinchove, Eecke, etc., meurt en 1418 sans avoir été marié. Il a dissipé presque tout son bien, vendant les terres de Sains, Bavinchove, Eecke. Sa sœur Jeanne de Créquy, épouse de Pierre II de Bailleul, seigneur de Doulieu, maréchal héréditaire de Flandre, chevalier, se qualifiait de dame de Bavinchove et d'Eecke, où elle fonde une chapelle en 1405[22].
- Vers 1484, Jean de Bavinchove est l'époux de Catherine de Visscher dont une sœur Marie est abbesse de l'abbaye des filles de Saint-Victor à Bergues et une autre sœur Marguerite est l'épouse d'André de Bieren, (sans doute Bierne), écuyer, bailli de la comté du Vieuxbourg à Bergues[23].
- Le 19 mai 1604, est rendue une sentence de noblesse pour François de Hanon (Hasnon?) seigneur de Bavincove, domicilié à Saint-Omer. Il choisit pour armes « Aux 1 et 4 de gueules à 3 coquilles d'argent posées 2 et 1, aux 2 et 3 d'argent à la croix ancrée de gueules ». Ces armes sont celles des Courtheuse[24].
- En 1621, Charles de Bryaerde ou de Briaerde est seigneur de Bavinchove et de Crombecque (fief dans la châtellenie de Bourbourg). Il est l'époux d'Adrienne de la Douve, dame d'Hardoye et Vroyland[25]. Le fief de Vroyland, situé dans la même châtellenie représente un ensemble de 657 mesures (de l'ordre de 300 hectares, dont environ 50 de marais) dans différentes localités à travers la châtellenie, et relevait en partie de la seigneurie de Nieurlet située à Lederzelle. Adrienne de la Douve avait hérité Vroyland de sa famille qui le détient dès 1518[26]. Charles de Bryarde et son épouse donnent en 1620 des biens situés à Bourbourg pour que puisse y être implanté le couvent des Capucins de Bourbourg[27]. Il meurt le 17 novembre 1622[28].
- Après eux, la possession passera en 1641 à leur fille Catherine de Briaerde, fille de Charles de Bryarde, dame de Bavinchove en 1641. Veuve de Denis de Massiet, baron de Ravensberghe, seigneur de Staple, Catherine de Briarde a une sœur Éléonore de Briarde dont il sera question ci-dessous[26].
- Adrien de Massiet, héritier des précédents, est seigneur de Staple, de Bavinchove et de Vroyland en 1678.
- En 1709-1711, les fiefs de Bavinchove et Vroyland sont arrivés par le jeu des mariages dans la famille de la Viesville, notamment Philippe Adrien de la Viesville, lequel sans doute mort sans héritier, les transmet à son neveu, Joseph Guislain Baudry de la Tramerie, baron de Roisin, seigneur de Bavinchove et de Vroyland, via ses parents Guislain François Baudry, baron de Sassignies et Claudine Françoise de la Viesville. Joseph Guislain en est le détenteur en 1728. Il meurt lui aussi sans postérité et les biens passent alors à une arrière-petite-fille d'Éléonore de Briarde, sœur de Catherine Briarde citée ci-dessus en 1641. Il s'agit de Isabelle Caroline de Maulde, dame de Bavinchove en 1755, puis en 1766 à l'héritier féodal de celle-ci, Dominique Jean Baptiste Coppens, seigneur de Wintsvelde, et enfin en 1768 à sa sœur Françoise Suzanne Coppens, dame de Wintsvelde, Bavinchove et Vroyland[26].

### Époque moderne
La bataille de la Peene, appelée aussi troisième bataille de Cassel, est un épisode majeur de la guerre de Hollande (1672-1678).
Louis XIV sûr de son bon droit entend s'emparer de l'héritage de son beau-père Philippe IV d'Espagne qui règne également sur les Provinces-Unies des Pays-Bas et de Flandre. L'année précédant la bataille, Louis XIV s'est emparé des villes de Condé-sur-l'Escaut et de Bouchain avant de regagner Versailles. La guerre s'éternisant, des envoyés des belligérants négocient les conditions de la paix à Nimègue depuis juin. Cependant le 17 mars 1677, le maréchal de Luxembourg s'empare de Valenciennes et de Cambrai le 18 avril.
Pendant ce temps, Monsieur, frère du roi, bat Guillaume III d'Orange-Nassau lors de la bataille de la Peene (10 et 11 avril), entre Noordpeene, Zuytpeene et Bavinchove, les trois villages situés sur la rive droite de la rivière Peene Becque, en Flandre.
Il s'empare du bailliage de Saint-Omer, ainsi que des châtellenies de Cassel, Bailleul et Ypres. L'Artois et une partie du comté de Flandre sont aux mains des Français. 
Le traité de Nimègue signé le 10 août 1678 entre les Provinces-Unies et la France mett fin à la guerre de Hollande.
L'Espagne, grand perdant de la guerre, cède à la France les places-fortes flamandes de Cassel, Bailleul, Ypres, Wervik et Warneton, ainsi qu'Aire-sur-la-Lys, Saint-Omer, Cambrai, Bouchain, Condé-sur-l'Escaut, Bavay et la place forte de Valenciennes, dans le Hainaut.

### Époque contemporaine

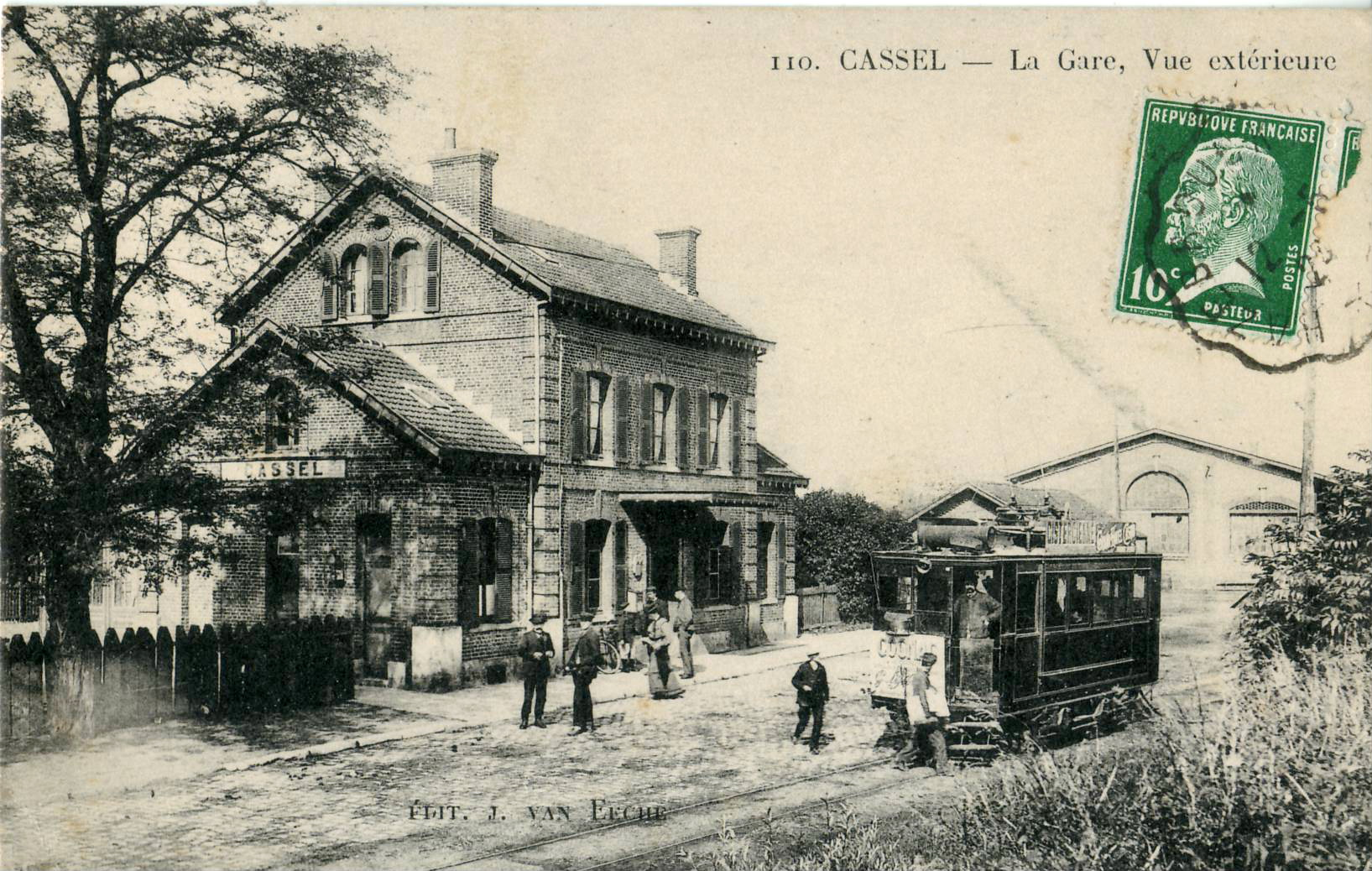
La gare de Cassel et le tramway, au tout début du XXe siècle.

En 1848 est mise en service par la Compagnie des chemins de fer du Nord la gare de Cassel, située sur le territoire de Bavinchove et sur la ligne d'Arras à Dunkerque-Locale. Afin de faciliter l'accès à la ville haute de Cassel, le tramway de Cassel relie la gare à la Grand Place de Cassel de 1900 à 1934.
Au cours de la Première Guerre mondiale, entre 1914 et 1918, 48 Bavinchovois sont morts au combat. la Flandre maritime reste libre, bien que Dunkerque soit constamment bombardée. Bavinchove, proche du front, ne fait donc pas partie de la zone occupée par les Allemands. Cassel, distant de moins de quatre kilomètres, est le quartier général de Foch.
Pendant cette période, des troupes passent par Bavinchove qui est située à l'arrière du front; ainsi par exemple, en mai 1917, la commune accueille des troupes d'infanterie venant du front de l'est.
Au début de la Seconde Guerre mondiale, lors de la bataille de France, la compagnie D du 4e bataillon du Corps expéditionnaire britannique occupe Bavinchove du 27 au 29 mai 1940. Elle faisait partie de la ligne de défense incluant Cassel et Wormhout qui devait retarder l'avance allemande sur Dunkerque et ainsi favoriser l'embarquement des forces alliées vers l'Angleterre. 8 soldats du Commonwealth ont trouvé la mort dans cette opération.
Dans le cadre de la Résistance à l'ennemi, trois agents SNCF de Bavinchove sont morts en déportation, un autre à l'hôpital.
Bavinchove a été libérée dès le début de septembre 1944.

## Politique et administration

### Découpage territorial
La commune se trouve depuis 1926 dans l'arrondissement de Dunkerque du département du Nord.

#### Commune et intercommunalités
Bavinchove était membre de la communauté de communes du Pays de Cassel, un établissement public de coopération intercommunale (EPCI) à fiscalité propre créé fin 1996 et auquel la commune avait transféré un certain nombre de ses compétences, dans les conditions déterminées par le code général des collectivités territoriales.
Cette intercommunalité a fusionné avec ses voisines pour former, le 31 décembre 2013, la communauté de communes de Flandre Intérieure (CCFI)  dont est désormais membre la commune.
La politique environnementale de la commune s'inscrit, en partie, dans le projet de la CCFI. En effet, outre les compétences obligatoires gouvernées par le Conseil communautaire et pilotées par le Bureau, la Communauté est responsable de la mise en valeur et de la protection de l'environnement, de l'aide à la plantation, à l'entretien des haies et d'arbres d'essences régionales, de l'aide à la création et à la réhabilitation et à l'entretien des mares, de la politique du cadre de vie, de la création, de l'aménagement et de l'entretien de la voirie communautaire[réf. nécessaire].
En outre, le Syndicat mixte Pays Cœur de Flandre, association loi de 1901, créée en mars 2000 a pour objet l'exercice des activités d'étude, d'animation et de coordination nécessaire à la mise en œuvre des projets économiques, sociaux, environnementaux, culturels et touristiques d'intérêt collectif à l'échelle du Pays, prévus par la Charte de développement durable du territoire[réf. nécessaire].
La commune est membre, depuis le 1er janvier 2024, de la communauté d'agglomération Cœur de Flandre qui regroupe 50 communes et compte 102 489 habitants en 2021.

#### Circonscriptions administratives
La commune faisait partie depuis 1793 du canton de Cassel. Dans le cadre du redécoupage cantonal de 2014 en France, cette circonscription administrative territoriale a disparu, et le canton n'est plus qu'une circonscription électorale.
Pour les élections départementales, la commune fait partie depuis 2014 du canton de Wormhout.

#### Circonscriptions électorales
Pour l'élection des députés, elle fait partie de la quinzième circonscription du Nord.

### Élections municipales et communautaires
Compte tenu de la population de la commune, son conseil municipal est constitué de 15 élus, y compris le maire et ses adjoints.

#### Tendances politiques et résultats

##### Législatives
|              |         |  |              |        |  |              |      |  |              |         |  |              |         |
| 16 juin 2002 |         |  | 10 juin 2007 |        |  | 17 juin 2012 |      |  | 18 juin 2017 |         |  | 19 juin 2022 |         |
| Socialistes  | 50,6 %  |  | UMP          | 55,3 % |  | DVD          | 52 % |  | LREM         | 59,93 % |  | RN           | 60,95 % |
| UMP          | 49,33 % |  | RG           | 14 %   |  | Socialistes  | 47 % |  | FN           | 40,07 % |  | NUPES        | 39,05 % |

##### Présidentielles
|            |                 |  |            |      |  |             |         |  |            |         |  |               |         |
| 5 mai 2002 |                 |  | 6 mai 2007 |      |  | 6 mai 2012  |         |  | 7 mai 2017 |         |  | 24 avril 2022 |         |
| J. Chirac  | 79,8 %          |  | N Sarkozy  | 52 % |  | N. Sarkozy  | 51,57 % |  | E. Macron  | 51,99 % |  | M. Le Pen     | 54,29 % |
| JM Le Pen  | 49,33 %[Quoi ?] |  | S. Royal   | 48 % |  | F. Hollande | 48,43 % |  | M. Le Pen  | 48,01 % |  | E. Macron     | 45,71 % |

#### Liste des maires
| Période                                  | Période                                 | Identité                             | Étiquette | Qualité |
| ---------------------------------------- | --------------------------------------- | ------------------------------------ | --------- | ------- |
|                                          |                                         |                                      |           |         |
| Les données manquantes sont à compléter. |                                         |                                      |           |         |
| avant 1802                               | 1808                                    | Pierre Vandaele                      |           |         |
|                                          | avril 1813                              | Pierre Vandaele                      |           |         |
| avril 1813                               | juin 1816                               | Pierre Desoomer                      |           |         |
| juin 1816                                | avril 1821                              | Benoît Minne                         |           |         |
| avril 1821                               | juin 1826                               | Pierre Vandaele                      |           |         |
| juin 1826                                | mai 1828                                | Charles Vandenbilcke                 |           |         |
| juillet 1828                             | décembre 1831                           | François Campagnie                   |           |         |
| décembre 1831                            | 19 décembre 1834 mort durant son mandat | Pierre Vandaele                      |           |         |
| décembre 1834                            | décembre 1834                           | François Vandewalle assure l'interim |           |         |
| décembre 1834                            | juin 1845                               | Ignace Boddaert                      |           |         |
| juin 1845                                | 4 juin 1847 mort durant son mandat      | Jacques Vandaele fils de Pierre      |           |         |
| août 1847                                | septembre 1865                          | Benoît Baelen                        |           |         |
| septembre 1865                           |                                         | Désiré Pierens                       |           |         |
| 1881                                     |                                         | ? Pierens                            |           |         |
| Les données manquantes sont à compléter. |                                         |                                      |           |         |
|                                          | 1883                                    | D. Pierens                           |           |         |
| 1887                                     | 1892                                    | D. Pierens                           |           |         |
| 1892                                     | 1907                                    | Ch. Beudaert                         |           |         |
| 1907                                     | 1914                                    | Louis Godderis                       |           |         |
| 1922                                     | 1925                                    | F. Blondé                            |           |         |
| 1925                                     | 1929                                    | J. Moriaux                           |           |         |
| 1929                                     | 1939                                    | F. Campagnie                         |           |         |
| 1951                                     | 1978                                    | G. Vanheems                          |           |         |
| Les données manquantes sont à compléter. |                                         |                                      |           |         |
|                                          | 1995                                    | Germain Beck                         |           |         |
| mars 1995                                | mai 2020                                | Jean-Luc Fache                       |           |         |
| mai 2020                                 | En cours (au 7 avril 2022)              | Serge Laconte                        |           | Employé |

## Équipements et services publics

### Enseignement
La commune est située dans l'académie de Lille et dépend, pour les vacances scolaires, de la zone B.
Elle administre lécole primaire publique du Val de la Peene (maternelle et élémentaire),
L'association des parents d'élèves de l'école du Val de la Peene est créée en 2007

### Santé
Au 20 août 2015, la commune dispose :
- d'un médecin généraliste
- d'une kinésithérapeute
- de deux infirmières

En outre, on comptait au 8 avril 2015 11 assistantes maternelles agréées en accueil non permanent.

## Population et société

### Démographie
Les habitants sont appelés les Bavinchovois.

#### Évolution démographique
L'évolution du nombre d'habitants est connue à travers les recensements de la population effectués dans la commune depuis 1793. Pour les communes de moins de 10 000 habitants, une enquête de recensement portant sur toute la population est réalisée tous les cinq ans, les populations de référence des années intermédiaires étant quant à elles estimées par interpolation ou extrapolation. Pour la commune, le premier recensement exhaustif entrant dans le cadre du nouveau dispositif a été réalisé en 2008.

En 2022, la commune comptait 1 046 habitants, en évolution de +8,96 % par rapport à 2016 (Nord : +0,51 %, France hors Mayotte : +2,11 %).
| 1793 | 1800 | 1806 | 1821 | 1831  | 1836  | 1841 | 1846 | 1851 |
| ---- | ---- | ---- | ---- | ----- | ----- | ---- | ---- | ---- |
| 903  | 898  | 920  | 931  | 1 056 | 1 003 | 960  | 983  | 970  |

| 1856 | 1861 | 1866 | 1872 | 1876 | 1881 | 1886 | 1891 | 1896 |
| ---- | ---- | ---- | ---- | ---- | ---- | ---- | ---- | ---- |
| 910  | 885  | 863  | 880  | 864  | 900  | 860  | 873  | 839  |

| 1901 | 1906 | 1911 | 1921 | 1926 | 1931 | 1936 | 1946 | 1954 |
| ---- | ---- | ---- | ---- | ---- | ---- | ---- | ---- | ---- |
| 809  | 821  | 832  | 807  | 786  | 815  | 816  | 781  | 749  |

| 1962 | 1968 | 1975 | 1982 | 1990 | 1999 | 2006 | 2008 | 2013 |
| ---- | ---- | ---- | ---- | ---- | ---- | ---- | ---- | ---- |
| 765  | 745  | 741  | 747  | 848  | 955  | 939  | 935  | 935  |

| 2018 | 2022  | - | - | - | - | - | - | - |
| ---- | ----- | - | - | - | - | - | - | - |
| 983  | 1 046 | - | - | - | - | - | - | - |

#### Pyramide des âges
La population de la commune est relativement jeune.
En 2018, le taux de personnes d'un âge inférieur à 30 ans s'élève à 35,7 %, soit en dessous de la moyenne départementale (39,5 %). À l'inverse, le taux de personnes d'âge supérieur à 60 ans est de 23,0 % la même année, alors qu'il est de 22,5 % au niveau départemental.
En 2018, la commune comptait 470 hommes pour 513 femmes, soit un taux de 52,19 % de femmes, légèrement supérieur au taux départemental (51,77 %).
Les pyramides des âges de la commune et du département s'établissent comme suit.
| Hommes | Classe d’âge | Femmes |
| ------ | ------------ | ------ |
| 0,0    | 90 ou +      | 1,0    |
| 6,8    | 75-89 ans    | 6,8    |
| 15,1   | 60-74 ans    | 16,2   |
| 20,9   | 45-59 ans    | 18,7   |
| 23,2   | 30-44 ans    | 20,1   |
| 15,7   | 15-29 ans    | 14,8   |
| 18,3   | 0-14 ans     | 22,4   |

| Hommes | Classe d’âge | Femmes |
| ------ | ------------ | ------ |
| 0,5    | 90 ou +      | 1,4    |
| 5,3    | 75-89 ans    | 8,1    |
| 14,8   | 60-74 ans    | 16,2   |
| 19,1   | 45-59 ans    | 18,4   |
| 19,5   | 30-44 ans    | 18,7   |
| 20,7   | 15-29 ans    | 19,1   |
| 20,2   | 0-14 ans     | 18     |

### Manifestations culturelles et festivités
La fête communale de Bavinchove a lieu le dimanche qui précède la Saint-Jean, elle-même située autour du 20-24 juin (fête de la Saint-Jean).
Le Festival International Albert-Roussel se déroule annuellement à l'automne.

### Sports et loisirs
- L'U.S. Bavinchove-Cassel.
- Bavinchove et sa pétanque.
- La société de tir à l'arc Saint Sébastien.
- Les Chtis Coureurs Flamands[56].

### Cultes
- Religion catholique : l'église de Bavinchove dépend de la paroisse Saint-François (Moulins de Flandre) de Cassel, qui relève de l'Archidiocèse de Lille.

## Culture locale et patrimoine

### Lieux et monuments
- L'église Saint-Omer, édifiée sur un plan d'église-halle composée de trois vaisseaux et de voûtes en berceaux, date des XVIe – XVIIe siècle. Les boiseries sont du XVIIIe siècle et les orgues de 1784. Une association a été fondée en vue de leur restauration.

À l'intérieur, on peut voir un retable de la Vierge et un autre de saint Nicolas ainsi qu'une mise au tombeau. Les deux retables présentent des similitudes de disposition : deux colonnes ornées d'une statue encadrent une large travée médiane où figurent des tableaux.
À l'extérieur de l'église se trouve une pierre tombale à l'effigie armoriée de Jean van Cappel, datée de 1537, classée monument historique.
Outre sa vocation cultuelle, l'église Saint-Omer reçoit des expositions et diverses animations tels le festival international Albert-Roussel, la fête de la musique.
La mairie de Bavinchove, consciente du rôle central joué par cet édifice, a sollicité l'aide de la DRAC et de la Fondation du patrimoine pour l'aider à la rénovation, à la restauration et à l'embellissement de l'église.
- Le monument aux morts, conçu par Léon Hernot et construit en 1923 en calcaire de Soignies et bronze[59].

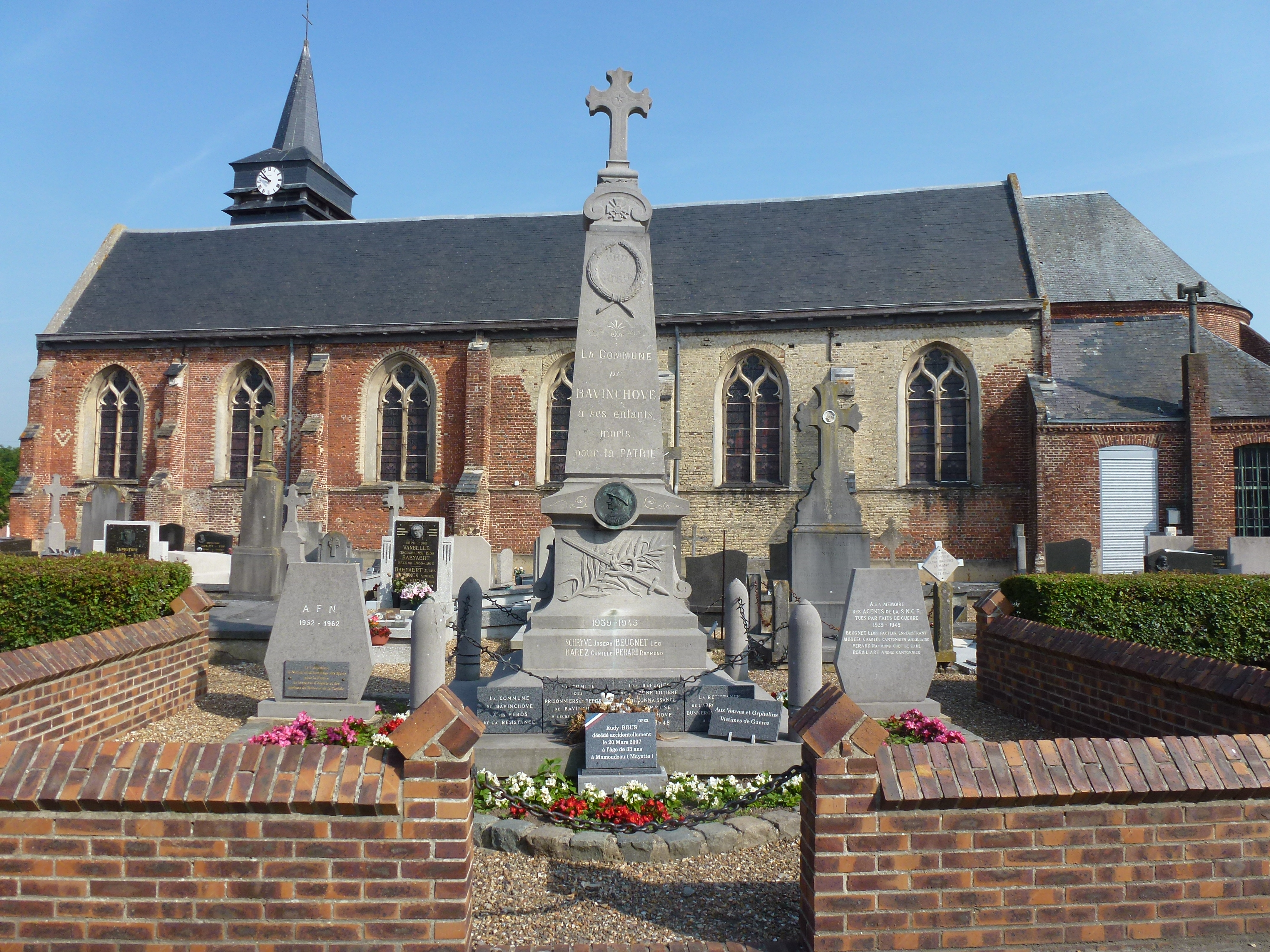
L'église et monument aux morts.
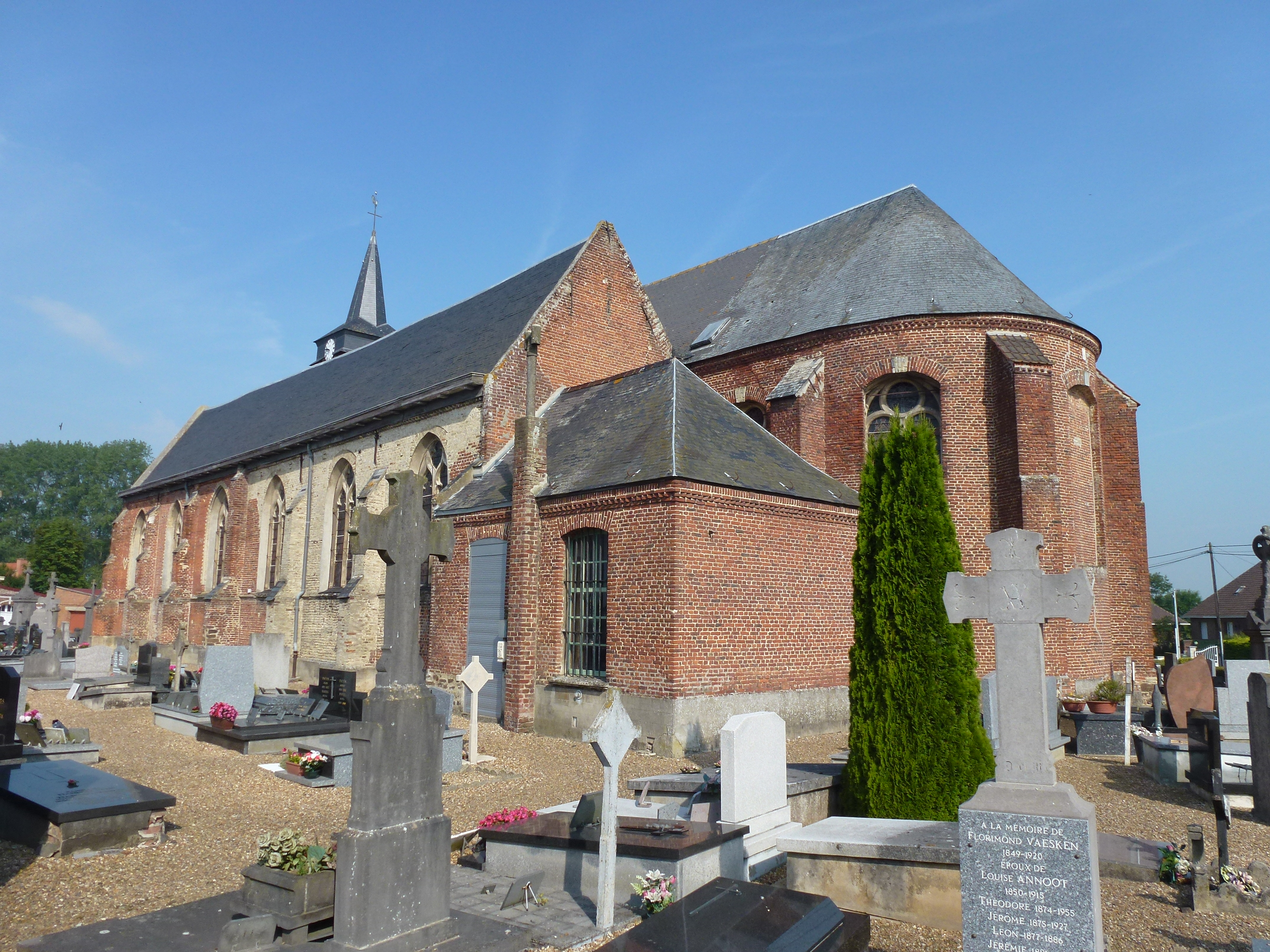
Chevet de l'église et cimetière.
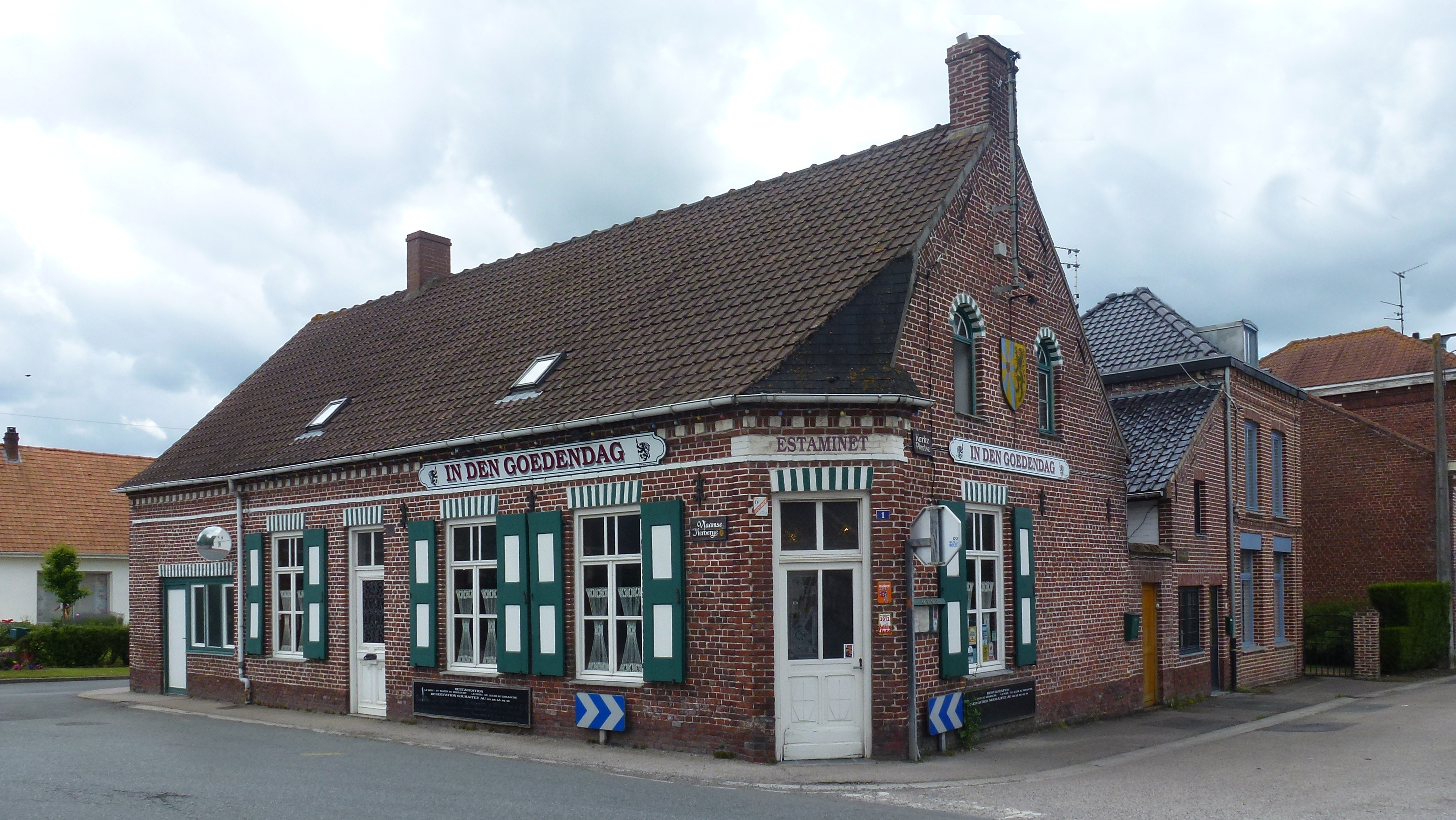
L'estaminet "In den goedendag".
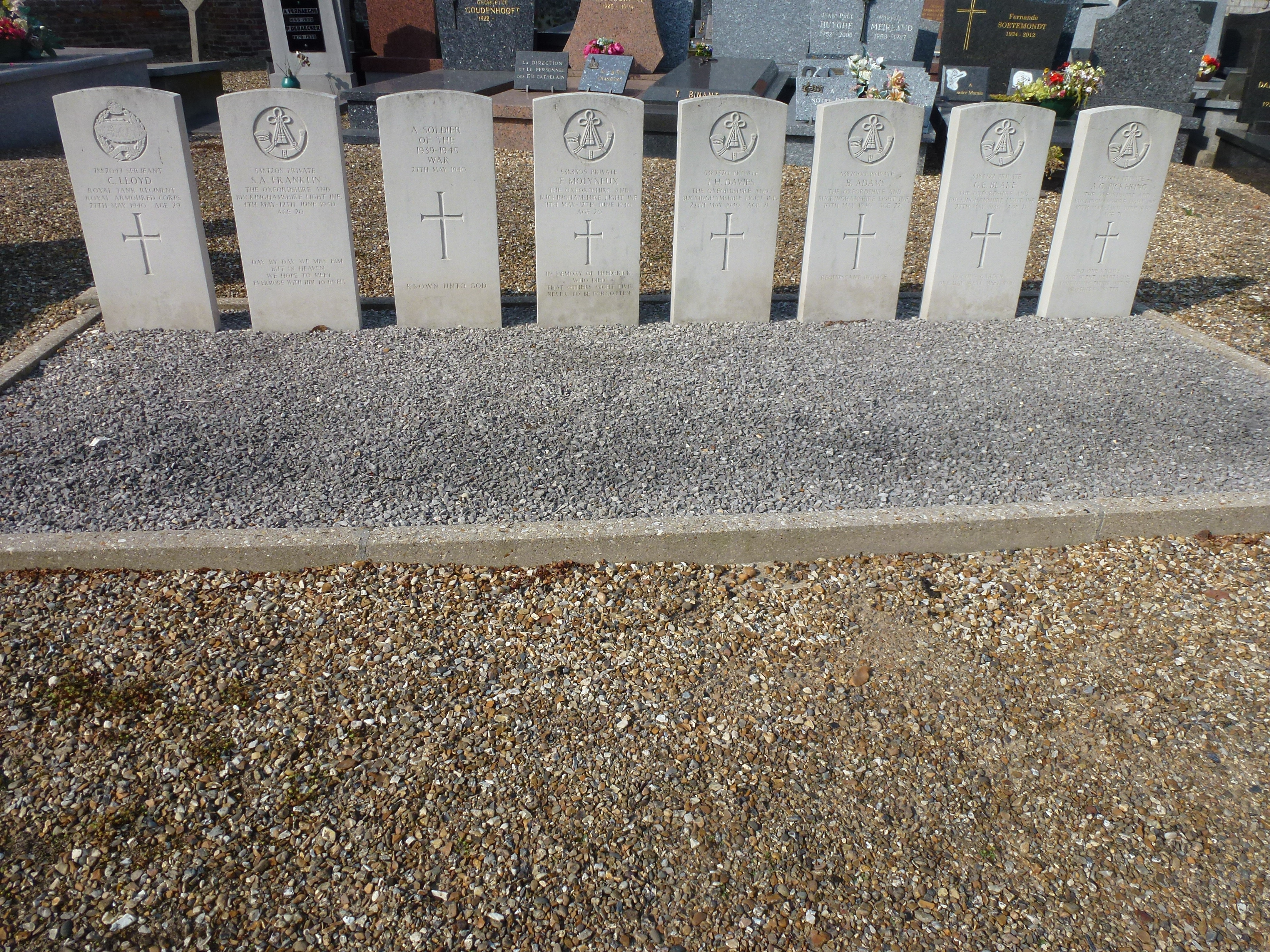
Les tombes de guerre de la Commonwealth War Graves Commission.

### Personnalités liées à la commune
- Andrée Brunin, poétesse née en 1937 y meurt en sa demeure, "Windhuus", acquise en 1976, le 1er avril 1993. La Bibliothèque de Bavinchove qu'elle avait animée porte son nom.
- Damien Top, fils de la précédente, né en 1963 ténor, musicologue et chef d'orchestre, fondateur du Festival international Albert-Roussel.

### Héraldique
| Blason de Bavinchove | Blason  | Burelé d'or et d'azur de douze pièces.           |
| Blason de Bavinchove | Détails | Le statut officiel du blason reste à déterminer. |

## Pour approfondir

#### Bases de données, dictionnaires et encyclopédies
- Ressources relatives à la géographie :   - Insee (communes)
  - Ldh/EHESS/Cassini
- Ressource relative à plusieurs domaines :   - Annuaire du service public français
- Notices d'autorité :   - BnF (données)